# The American Princess
The American Princess è un cortometraggio muto del 1913 diretto da Edmund Lawrence e prodotto dalla Kalem Company. Il film era interpretato da Tom Moore e da Alice Joyce.

## Trama
Un giovane diplomatico, Tom Whitney, si innamora di Alexa, principessa di Trendary. Quando viene richiamato in patria, manda un messaggio all'innamorata, chiedendole di raggiungerlo negli Stati Uniti per sposarlo. Il re, venuto a conoscenza del testo della lettera, furibondo, chiude la figlia in camera sua. Ma la ragazza riesce a scappare, aiutata da una cameriera. A New York, i due giovani organizzano il loro matrimonio, ma Alexa, fuggita in fretta e furia dal suo paese, non ha un vestito decente da mettersi e, per rifarsi il guardaroba, si rivolge alla famosa casa di moda Lucile. A Washington, la nuova coppia vive dispendiosamente e Tom, per fare dei costosi regali alla moglie, si indebita pesantemente. Per risolvere la sua difficile situazione finanziaria, accetta le proposte di una spia straniera che gli chiede di copiare dei piani segreti. Ma Alexa, venuta a sapere della cosa, vende i suoi gioielli per pagare i debiti del marito e quindi gli dichiara: "Adesso non sono più una principessa, sono soltanto una semplice moglie americana".

## Produzione
Prodotto dalla Kalem Company nel 1913 in cooperazione con Lucy Duff-Gordon, la proprietaria della casa di moda Lucile di New York e Parigi: alcune delle scene vennero girate nello showroom, con la presentazione della collezione di abiti dell'autunno 1912.

## Distribuzione
Distribuito dalla General Film Company, il film - un cortometraggio in una bobina - uscì in sala il 31 marzo 1913.